# Euxoa stygialis
Euxoa stygialis là một loài bướm đêm trong họ Noctuidae.